# Gareth Bale
Gareth Frank Bale MBE, född 16 juli 1989 i Cardiff, är en walesisk före detta fotbollsspelare. 
Han anses allmänt som en av de bästa ytterspelarna i sin generation och en av de största walesiska spelarna genom tiderna.
2005 värvade Southampton Bale vilket gjorde honom till den näst yngsta spelaren i klubben. Han var vänsterback och frisparksspecialist. Senare värvades han av Tottenham Hotspur för 7 miljoner pund. När Bale var 14 år gammal sprang han 100 m på 12 sekunder. Under sin tid i Tottenham märkte vissa tränare att Bale var bra offensivt, varför han senare i sin Tottenham-karriär fick spela yttermittfältare.
Den 2 september 2013 köpte Real Madrid Bale för en rekordsumma på 100 miljoner euro. Bale ändrade då sin position till offensiv yttermittfältare. Han gjorde mål för Real Madrid i stora finaler som Champions League, Copa del Rey och VM för klubblag.
I september 2020 lånades han av sin gamla klubb Tottenham Hotspur, ett lån som sträckte sig säsongen ut. Inför säsongen 2021/22 återvände Bale till Real Madrid när lånet med Tottenham Hotspurs gått ut. Inför säsongen tog även Bale nummer 18 som sitt tröjnummer då hans före detta tröjnummer 11 hade tagits över av den spanske yttermittfältaren Marco Asensio.
Den 27 juni 2022 värvades Bale på fri transfer av Los Angeles FC, där han skrev på ett ettårskontrakt med option för förlängning.

## Uppväxt
Gareth Bale är uppväxt i Cardiff. Utmärkande var att han redan som barn var mycket begåvad inom idrotten. Utöver att vara en fotbollstalang långt utöver det vanliga så var han juniorlandslagsman i terränglöpning, samt vann Cardiffs stadsmästerskap på 1500 meter och kom tvåa i de walesiska mästerskapen på 60 meter. Han spelade även landhockey med sitt skollag som gick till nationsfinal en gång, i vilken Gareth gjorde två mål.

## Klubbkarriär

### Tottenham Hotspur

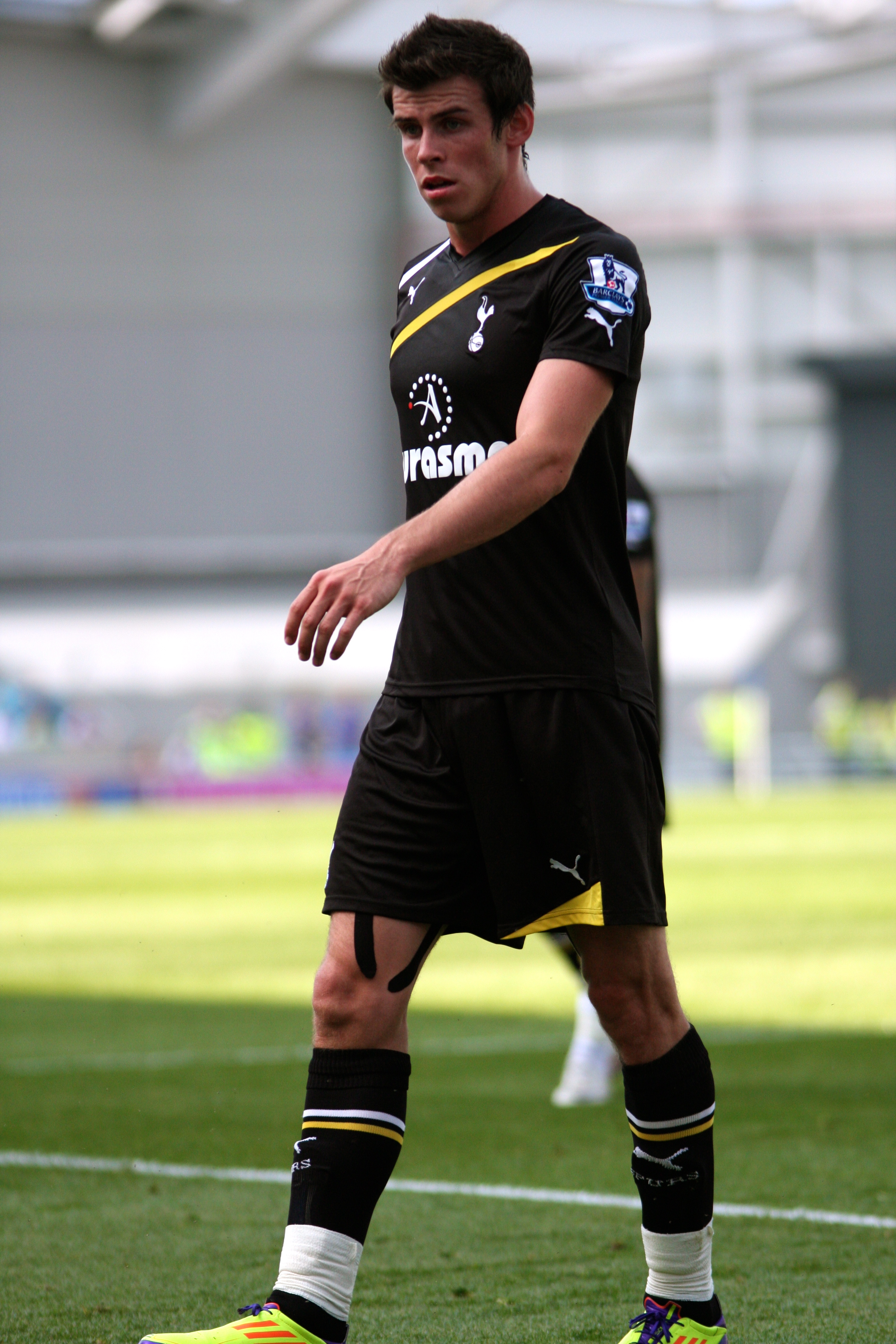
Bale i Tottenham 2011

Bale värvades från Southampton till Tottenham Hotspur för 10 miljoner pund i maj 2007. Han hade den första tiden svårt att ta en fast plats i startelvan, bland annat beroende på skador, men då den ordinarie vänsterbacken, Benoît Assou-Ekotto från Kamerun, under en längre tid var skadad kunde han spela in sig i laget. Även då Assou-Ekotto åter var tillgänglig fick Bale mycket speltid, ibland i en mer offensiv roll som högermittfältare, och gjorde som sådan lyckade insatser under våren 2010. I april gjorde han mål mot både Arsenal och Chelsea och utsågs till den månadens bäste spelare i Premier League.
Den 27 juni 2012 meddelade Tottenham Hotspur att Bale förlängt sitt kontrakt med klubben med fyra år.
Gareth Bale blev efter säsongen 12/13 den andra spelaren någonsin, efter Cristiano Ronaldo 2007, att vinna PFA Young Player of the Year, PFA Players' Player of the Year och FWA Footballer of the Year awards.

### Real Madrid
Den 1 september 2013 meddelade Real Madrid att de hade nått en överenskommelse med Tottenham om en övergång av Bale, ett sexårigt avtal om en avgift som tros vara 85,3 miljoner pund (100 miljoner euro). I och med detta blev övergången den dyraste någonsin.
Bale gjorde sin debut den 14 september, där han gjorde mål mot Villarreal CF, en match som slutade oavgjort med 2–2.
Bale spelade mot Sevilla FC den 30 oktober och gjorde två mål, en match som Real Madrid vann med 7-3. Bale spelade även matchen mot Rayo Vallecano och gjorde två assister i denna match. I spanska cupfinalen mellan Real Madrid och Barcelona gjorde Bale det vinnande målet i den 86:e minuten, där matchen vanns av Real Madrid med 2-1. Han gjorde även andra målet på övertid i Champions League-finalen mot Atletico Madrid, där man vann med 4-1. Under sin första säsong med Real Madrid vann Bale Champions league och Spanska cupen.

### Tottenham Hotspur (lån)
Den 20 september 2020 lånades Bale ut till sin förra klubb, Tottenham Hotspur för säsongen 2020/2021. Bale hade blivit utfryst av Zidane, och tillåtits lämna klubben. Han gjorde 11 mål på 20 ligamatcher under tiden han var utlånad till Tottenham.

## Landslagskarriär
Bale spelade sin första landskamp den 27 maj 2006 och blev då den yngsta spelaren någonsin som spelat för Wales. Den 7 oktober samma år blev han Wales yngste målskytt någonsin.

## Meriter

### Real Madrid
- La Liga: 2016/2017, 2019/2020, 2021/2022
- Uefa Champions League: 2013/2014, 2015/2016, 2016/2017, 2017/2018, 2021/2022
- Copa del Rey: 2013/2014
- Supercopa de España: 2017
- Uefa Super Cup: 2014, 2016, 2017
- Världsmästerskapet i fotboll för klubblag: 2014, 2017, 2018

### Los Angeles FC
- MLS Cup: 2022
- Supporters' Shield: 2022

### Utmärkelser
- december 2006 - Carwyn James Award -  BBC Wales Young Sports Personality of the Year[18]
- 4 mars 2007 - Football League Young Player of the Year[19]
- 30 april 2010 - Barclays Player of the Month for April 2010[20]
- 2010, 2011, 2013, 2014, 2015, 2016 - Wales Player of the Year Award
- 2010 - BBC Wales Sports Personality of the Year
- 2010/2011, 2012/2013 - Årets fotbollsspelare i England (PFA)
- 2011, 2013 - UEFA Team of the Year
- januari 2012 - Barclays Player of the Month for January 2012
- 2012/2013 - Årets Unge fotbollsspelare i England
- 2012/2013 - Årets fotbollsspelare i England (FWA)
- februari 2013 - Barclays Player of the Month for February 2013
- 2013 - ESM Team of the Year
- 2015 - The Football Manager Team of the Decade

### Ordnar
- Brittiska imperieorden: 2022